# Matar Extraños
|  | Denne artikel er oprettet af botten PalnaBot ud fra en ekstern database. Den kan derfor have sproglige fejl eller mangler. Denne skabelon kan fjernes efter kontrol af indholdet. |

Matar Extraños er en dokumentarfilm instrueret af Jacob Schulsinger, Nicolas Pereda efter manuskript af Jacob Schulsinger, Nicolas Pereda.

## Handling
Igennem en serie casting sessions, rekonstruktioner og improviserede scener beretter "Matar Extraños" historien om tre unge mænd, der forgæves forsøger at tilslutte sig den mexicanske revolution i 1910, men i stedet farer vild i ørkenen nord for Mexico. På deres rejse konfronteres de med hinandens frygt, urealistiske drømme og håb, og ikke mindst med den stereotypiske fremstilling af Mexicos revolutionære fortid i dag. Spillereglerne går op for én undersvejs i Nicolàs Pereda og Jacob Schulsingers konceptuelt stramme, men alligevel fabulerende film, der bevæger sig derud, hvor historie bliver til myte og myte til sandhed.